# オニズカ情報ステーション

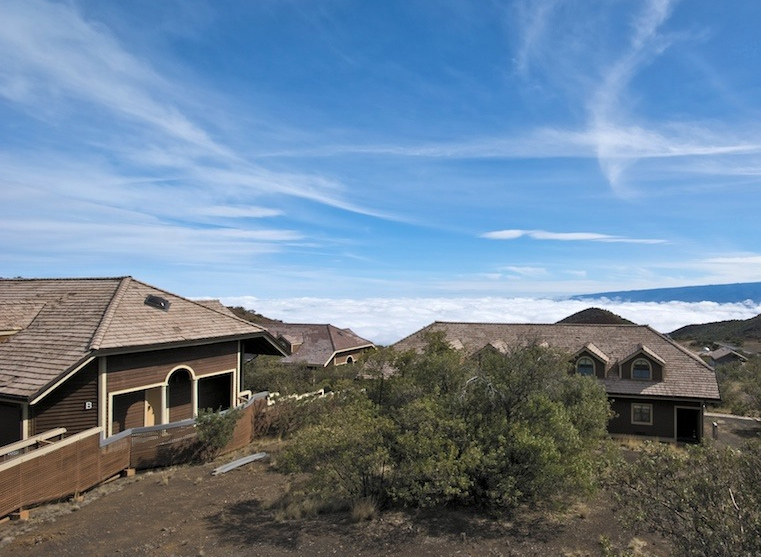
情報ステーション

オニズカ情報ステーション（Onizuka Information Station）はオニヅカ情報ステーションとも書き、米国ハワイ州ハワイ島のマウナ・ケア山（4,207米）の中腹にある休憩施設兼教育施設である。

## 概要
オニズカ情報ステーション（Onizuka Information Station）は米国ハワイ州ハワイ島のマウナ・ケア山（4,207米）の中腹にある休憩施設兼教育施設である。   売店、飲用給水、トイレ、DVD投影機などがあり、前庭には中小型望遠鏡が数台置かれていて、ボランティアにより天体観測ができるようになっている。1986年のチャレンジャー号爆発事故で亡くなったハワイ出身の日系宇宙飛行士のエリソン・オニヅカを記念して命名されている。
情報ステーションの建物のすぐ上にある宿泊施設などを含む「オニズカ国際天文学センター」（Onizuka Center for International Astronomy）と呼ばれる全体施設の一部になっており、この宿泊施設は頂上にあるすばる望遠鏡などのマウナケア天文台群の建設、保守、観測者などの宿泊用である。

## 交通
ハワイ島の東にあるヒロと西にあるカイルア・コナを中央回りで結ぶサドル・ロードのほぼ中央部分で「プウ・フルフル」がある地点から、北へマウナ・ケア山へ登る道路の途中、高度2,800米の地点にある。

## 参照項目
- マウナ・ケア山
- マウナケア天文台群
- すばる望遠鏡
- エリソン・オニヅカ